# Manolo García Cruz
Manolo García Cruz, més conegut com a Sumé, és un guitarrista i compositor basc, conegut per haver estat part del grup punk espanyol La Polla Records (LPR), banda amb la qual es va mantenir des de la seva fundació fins a 2003.

## Trajectòria
García, igual que la majoria dels integrants de LPR, és oriünd d'Euskadi, i visqué la major part de la seva joventut en Salvatierra. Les seves primeres influències musicals van ser bandes com ZZ Top, The Damned, The Clash, Joy Division i els Sex Pistols.
Com a guitarrista rítmic de LPR es caracteritzà per ser el més hàbil i prolix de la banda, ja que va arribar a gravar en totes les publicacions del grup. Durant 1987, i en altres ocasions Sumé també va ser el guitarrista principal de LPR atès que Txarly no estava disponible en aquella època.
Després de la separació de LPR per diferències creatives amb Evaristo Páramos i Abel Murua, es va unir al grup Falta de Riego en 2004, al costat de Malkon com a cantant, Ferdy en la bateria i Peyo en la guitarra. En aquesta banda Sumé tocava el baix.

## Discografia

### Amb LPR
- Banco Vaticano (maqueta) - 1981
- Y ahora qué? (EP) - 1983
- Salve - 1984
- Revolución - 1985
- No somos nada - 1987
- Donde se habla - 1988
- En directo (directe) - 1988
- Ellos dicen mierda, nosotros amén - 1990
- Los jubilados - 1990
- Barman (EP) - 1991
- Negro - 1992
- Hoy es el futuro - 1993
- Bajo presión - 1994
- Carne para la picadora - 1996
- En turecto (directe) - 1998
- Toda la puta vida igual - 1999
- Bocas - 2001
- El último (el) de La Polla (2003)
- Vamos entrando, Enregistrat en el Festival Viña Rock 2003 (2004)

### Amb Falta de Riego
- Toma punk patatero (2005)